# Ерелеува
Ерелієва, Ерериліва, Ерелеува (лат. Ereriliva, Erelieva, Hereleuva або Ereleuva; після 440-500) — остготка, наложниця короля Теодимира та мати короля Теодоріха Великого. В Остготській Італії вважалася королевою.

## Життєпис
В історичних джерелах згадується як сповідниця ортодоксального християнства, в яке вона перейшла з аріанства, можливо, вже будучи дорослою. При хрещенні їй дали ім'я Євсевія. До своєї нової віри Ерелієва ставилася серйозно, про що свідчить її листування з папою римським Геласієм I.
Вона була Теодимиру не законною дружиною, а наложницею, але в варварських племен статус наложниці не вважався чимось поганим. Можливо, це було пов'язано і з підвищеними вимогами, які церква накладає на статус офіційної дружини. Принаймні в остготському суспільстві вона користувалася повагою і впливом: її сина Теодоріха не вважали незаконнонародженим, і Геласій I у листах називав її «regina», тобто королевою.